# Jesús Emilio Jaramillo Monsalve
Pour les articles homonymes, voir Jaramillo.
Jesús Emilio Jaramillo Monsalve (14 février 1916 - 2 octobre 1989) est un prêtre catholique colombien, évêque du diocèse d'Arauca. Ayant condamné les atrocités commises par l'Armée de libération nationale et pris la défense des plus pauvres, il est enlevé, torturé et assassiné pendant la guerre civile colombienne. Il est vénéré comme bienheureux par l'Église catholique.

## Biographie
Jesús Emilio Jaramillo Monsalve est né le 14 février 1916, au sein d'une famille d'artisans, dont le quotidien est marquée par une certaine précarité. En 1929, il rejoint l'Institut des missions étrangères de Yarumal, récemment fondé, afin d'évangéliser les villages les plus reculés du pays. Ordonné prêtre le 1er septembre 1940, il devient professeur de théologie dogmatique au séminaire de son Institut. Il poursuit ses études, entre 1942 et 1944, tout en étant l'aumônier d'une prison pour femmes. En 1945, il est chargé de la formation des prêtres de l'Institut des missions étrangères de Yarumal, fonction qu'il occupe jusqu'en 1956. En 1959, ses pairs le choissisent comme supérieur général de l'Institut.
De 1967 à 1969, Jesús Emilio Jaramillo Monsalve travaille à la Conférence épiscopale de Colombie, notamment sur la place des laïcs dans l'Église, ainsi qu'à la préparation de la conférence de Medellín de 1968. Le 11 novembre 1969, le pape Paul VI le nomme évêque et administrateur apostolique du territoire d'Arauca. Ce territoire fut élevé au rang de diocèse en 1984 par le pape Jean-Paul II. L'épiscopat de Mgr Jaramillo Monsalve est marqué par un contexte social difficile, entre violence et injustice. Préoccupé par la réalité de ce que vivent les habitants de son diocèse, il lance de nombreuses initiatives en faveur des plus pauvres et de la défense des droits des paysans. Il fonde de nouvelles paroisses, créé l'Institut Saint Joseph travailleur pour la formation humaine et chrétienne des paysans et ouvriers, et crée l'Équipe de l'Indien pour l'évangélisation et l'éducation des populations indigènes.
Gênant pour le régime, à la fois par ses déclarations et ses œuvres, Jaramillo Monsalve reçoit de nombreuses menaces, intimidations et diffamations. Il  est enlevé le 2 octobre 1989 par des membres de l'Armée de libération nationale. Le lendemain, des habitants découvrent sa depouille  mutilée et torturée, et ses insignes épiscopaux tournées en dérision. Son assassinat provoque l'indignation et un choc pour la population ; Jean-Paul II exprima dans un communiqué sa profonde douleur.

## Vénération

### Béatification

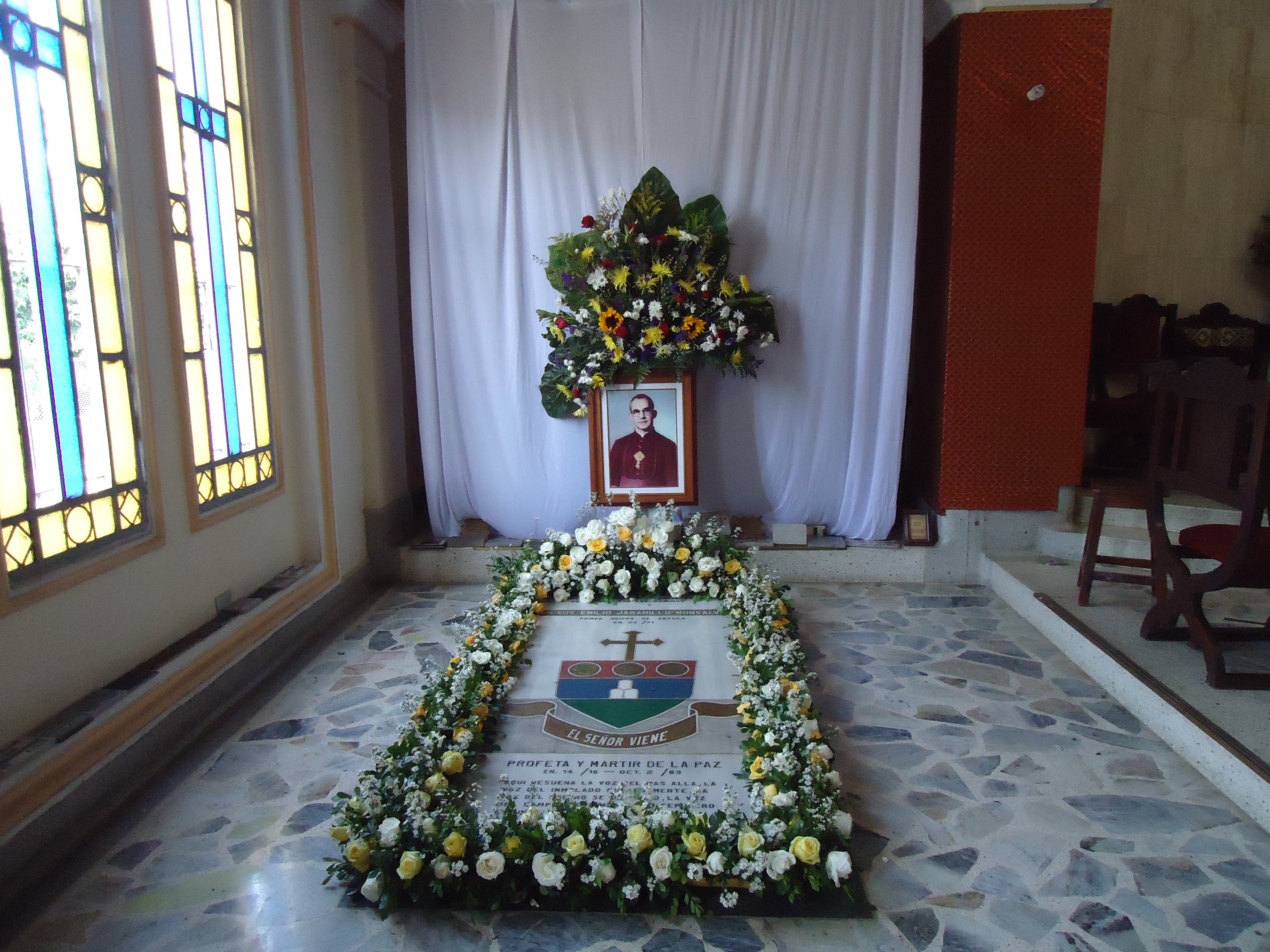
Tombe de Mgr Jaramillo Monsalve dans la Cathédrale d'Arauca

#### Reconnaissance du martyre
La cause pour la béatification et la canonisation de Mgr Jaramillo Monsalve est ouverte le 7 juillet 2000, à Arauca. L'enquête diocésaine récoltant les témoignages sur sa vie et les conditions de sa mort se clôture le 29 juin 2006, puis est envoyée à Rome pour y être étudiée par la Congrégation pour les causes des saints.
Après le rapport positif des différentes commissions sur la sainteté et le martyre de Mgr Jaramillo Monsalve, le pape François reconnait, le 7 juillet 2017, qu'il est mort 'en haine de la foi', le déclarant ainsi martyr. Il signe alors le décret permettant sa béatification.
Jesús Emilio Jaramillo Monsalve a été solennellement proclamé bienheureux le 8 septembre 2017, au cours d'une messe célébrée dans le Parc Las Malocas de Villavicencio, par le pape François lui-même, lors de son voyage apostolique en Colombie.

### Culte
Sa mémoire liturgique est fixée au 3 octobre.
Son tombeau est exposé à la vénération des fidèles dans la Cathédrale Santa Barbara d'Arauca.